# Torrequemada
Torrequemada – gmina w Hiszpanii, w prowincji Cáceres, w Estramadurze, o powierzchni 30,81 km². W 2011 roku gmina liczyła 614 mieszkańców.